# 佐藤光樹
佐藤 光樹（さとう こうき、1967年（昭和42年）11月7日 - ）は、日本の政治家。宮城県塩竈市長（2期）。元宮城県議会議員（4期）。

## 来歴
宮城県塩竈市出身。父親は宮城県議会議員を務めた佐藤光輔。塩竈市立第三小学校入学、塩竈市立第三中学校、東北学院榴ケ岡高等学校、東北学院大学経済学部経済学科卒業。
1990年（平成2年）、父の佐藤光輔の秘書となる。1995年（平成7年）7月、市川一朗参議院議員の公設秘書となる。
1999年（平成11年）、宮城県議会議員選挙に塩竈選挙区（定数2）から無所属で立候補。同選挙では自民党現職が1位当選し、日本共産党公認の元市議が2位で当選。佐藤は次点で落選した。
2003年（平成15年）、再び無所属で立候補し初当選した。2007年（平成19年）、自民党公認で立候補し再選。4選後の2018年（平成30年）11月26日、第42代県議会議長に就任。2011年（平成23年）の東日本大震災を機に塩竈市内の両親や姉と別居し、同市清水沢で一人暮らしを始める。
2019年（令和元年）6月3日、塩竈市長の佐藤昭は5選出馬を表明。市民有志は6月21日までに、佐藤光樹に任期満了に伴う市長選への出馬を打診。7月3日に出馬表明し、同月5日に県議を辞職した。同年9月1日投開票の市長選で現職の佐藤、日本共産党役員の阿部進らを破り初当選した。9月11日、市長就任。
※当日有権者数：46,133人 最終投票率：54.82%（前回比：＋2.46pts）
| 候補者名 | 年齢 | 所属党派 | 新旧別 | 得票数       | 得票率 | 推薦・支持         |
| -------- | ---- | -------- | ------ | ------------ | ------ | ------------------ |
| 佐藤光樹 | 51   | 無所属   | 新     | 13,028.042票 | 51.89% | （推薦）自由民主党 |
| 佐藤昭   | 77   | 無所属   | 現     | 9,341.957票  | 37.21% |                    |
| 阿部進   | 49   | 無所属   | 新     | 2,7380票     | 10.90% |                    |

2023年（令和5年）8月20日に塩竈市長選挙が告示され、佐藤の他に立候補の届け出がなく、佐藤が無投票で再選を果たした。